# Batalion „Bełt”
Batalion „Bełt” – jednostka wojskowa Armii Krajowej działająca w okresie okupacji niemieckiej w Polsce w strukturach Wojskowej Służby Ochrony Powstania. Batalion powstał na bazie VI Zgrupowania WSOP i brał udział w walkach w czasie powstania warszawskiego w podobwodzie Śródmieście Południowe.

## Okreskonspiracji
Batalion został zorganizowany na przełomie 1940 i 1941 w III rejonie obwodu Śródmieście, który obejmował wówczas Śródmieście, Powiśle i Stare Miasto. Początkowo tworzono go na bazie 331 kompanii, do której w 1943 dołączyła 332 kompania. Do batalionu włączono również pluton saperów. Liczył wówczas 180 żołnierzy. W lipcu 1944 oddział stanowił VI Zgrupowanie Wojskowej Służby Ochrony Powstania. Nazwę batalionu przyjęto od pseudonimu komendanta oddziału plut. Erwina Brenneisena „Bełt”.
Teren operacyjny batalionu obejmował ulice: Al. Jerozolimskie – Poznańską – Lwowską – Nowowiejską – Suchą – Wawelską – Raszyńską do Al. Jerozolimskich.
W okresie poprzedzającym wybuch powstania, wiosną 1944, prowadzono penetrację i rozpoznanie obiektów zajmowanych przez nieprzyjaciela na terenie działalności batalionu, m.in. gmachów Ministerstwa Komunikacji na ul. Chałubińskiego i budynku Gimnazjum im. J. Słowackiego na ul. Wawelskiej.

## Ordre de Bataille VI Zgrupowania WSOP 31 lipca 1944
- Dowódca – plut. inż. Erwin Brenneisen „Bełt Antoni”;
- I zastępca – por. rez. Stefan Bigelmajer „Strzemiński”;
- II zastępca – por. rez. piech. Adam Krajewski „Zych”;
- Oficer wyszkolenia – ppor. Wacław Żochowski „Stokłosa”;
- Oficer saperów – ppor. rez. sap. Józef Łowiński „Byliński”, „Stanisław”;
- Oficer sztabu – por. Lewanda Franciszek;

- 31 Kompania WSOP – dowódca ppor. rez. Kazimierz Przecławski „Budzisz Ignacy”
  - Pluton 311 – ppor. Mieczysław Veidt „Manowski”
  - Pluton 312 – NN
- 32 Kompania WSOP – dowódca por. rez. Ignacy Łyskanowski „Skiba Włodzimierz”;
  - Pluton 321 – dowódca por. rez. Juliusz Normark „Szwed”;
  - Pluton 322 – dowódca ppor. rez. Bronisław Glancer „Bronisławski”;

### Organizacja w czasie powstania
- Dowódca – plut./ppor. cz.w. Erwin Brenneisen „Bełt”;
- I zastępca – por. rez. Stefan Bigelmajer „Strzemiński” (od 14 września dowódca batalionu);
- II zastępca – por. rez. piech. Adam Krajewski „Zych”
- 1 kompania – dowódca por. Ignacy Łyskanowski „Skiba Włodzimierz”;
- 2 kompania – dowódca por. Kazimierz Przecławski „Budzisz”;
- 3 kompania – dowódca ppor. Zenon Wiktorczyk „Wik” (włączona 18 sierpnia ze składu Batalionu „Iwo”);

## Szlak bojowy
Teren działań batalionu obejmował Al. Jerozolimskie po stronie nieparzystej, od ul. Marszałkowskiej do placu Trzech Krzyży przez ul. Bracką i Nowy Świat. Najważniejszym zadaniem było uniemożliwienie przemarszów nieprzyjaciela przez Al. Jerozolimskie oraz budowa i obrona przekopu łącznikowego na osi północ – południe w celu zapewnienia łączności między obu częściami Śródmieścia. W obronie przekopu toczono ciężkie walki w pierwszej połowie sierpnia.
Szczególnie ciężkie walki batalion prowadził we wrześniu w celu odbicia budynków Szkoły Pożarnictwa na Nowym Świecie. Obiekt miał ważne znaczenie strategiczne ponieważ zamykał Niemcom dostęp do placu Trzech Krzyży.
W drugiej połowie września nasiliły się niemieckie ataki z rejonu Dworca Głównego wzdłuż ul. Nowogrodzkiej i Al. Jerozolimskich dążące do podzielenia Śródmieścia na dwie części. Na odcinku zniszczono trzy „goliaty” i spalono cztery czołgi. Do końca powstania Niemcy nie zdołali uzyskać przejścia przez Al. Jerozolimskie.